# Pato Darkwing (personaje)
Drake Mallard, también conocido por su alter ego, el Pato Darkwing, es el protagonista principal de la serie de animación Pato Darkwing.

## Descripción
Drake Mallard es durante el día un ciudadano común y corriente que se convierte durante la noche en el Pato Darkwing, el superhéroe residente de la ciudad de San Canario. Posee en iguales cantidades una mezcla de altruismo y coraje con un ego y arrogancia gigantescos, y son esos los elementos de su personalidad que constantemente entran en conflicto directo durante sus aventuras.
Sus orígenes son confusos y contradictorios. Varios episodios cuentan versiones diferentes de cómo comenzó su cruzada, debido a que el equipo creativo de la serie optó deliberadamente por no aclarar del todo este punto. Darkwing no posee superpoderes, y en cambio - tal como Batman- depende de su astucia, entrenamiento marcial y tecnología de punta para resolver los casos.
Suele ser bastante torpe, tozudo, e incapaz de notar la evidencia más obvia aun cuando se encuentre ante sus narices, pero a diferencia de otros héroes protagonistas con un arquetipo similar, una vez que pone sus defectos a un lado, es un vigilante capaz y efectivo.

## Apariciones

### Series de televisión
- Pato Darkwing (protagonista; 1991-1992)
- Bonkers (cameo en ""Do Toons Dream of Animated Sheep?"; 1993)
- Aladdín (cameo en "My Fair Aladdin"; 1994)
- Patoaventuras (papel recurrente; 2017-2021)

### Películas
- Chip 'n Dale: Rescue Rangers (cameo; 2022)

### Videojuegos
- Darkwing Duck (GB, NES - 1992)
- Darkwing Duck (Tg-16 - 1992)
- Darkwing Duck (Móvil - 2010)
- Disney Infinity 2.0. (cameo - 2014)

### Tiras cómicas
- Disney Adventures (1991)
- Disney's Darkwing Duck (1991)
- Disney's Colossal Comics Collection (1992)
- Darkwing Duck (Boom! Studios - 2010)
- Darkwing Duck (Joe Books - 2015)

- Datos: Q1529229